# Afroroncus kikuyu
Espèce
Afroroncus kikuyu est une espèce de pseudoscorpions de la famille des Ideoroncidae.

## Distribution
Cette espèce est endémique du Kenya. Elle se rencontre vers Makindu.

## Description
Les mâles mesurent de 2,7 à 2,9 mm et les femelles de 3,2 à 3,6 mm

## Publication originale
- Mahnert, 1981 : Die Pseudoskorpione (Arachnida) Kenyas. I. Neobisiidae und Ideoroncidae. Revue Suisse de Zoologie, vol. 88, no 2, p. 535-559 (texte intégral) (de).